# Пам'ятник Івану Паскевичу
Пам'ятник Івану Паскевичу — зруйнований пам'ятник, який був встановлений в 1870 році у Варшаві, присвячений наміснику Королівства Польського, фельдмаршалу Російської імперії Івану Федоровичу Паскевичу. Перебував у Краківському передмісті, перед нинішнім Президентським палацом, на місці сучасного пам'ятника Юзефу Понятовському.

## Історія
Пам'ятник, створений скульптором М. С. Піменовим, був урочисто відкритий 21 червня 1870 року в присутності імператора Олександра II. Спершу на цьому місці стояв перший пам'ятник Юзефу Понятовському, але він був демонтований після придушення польського повстання 1830 року і перевезений спочатку до Модлинської фортеці, а пізніше — до Гомельського палацово-паркового ансамблю (до резиденції Паскевича в Гомелі).
У 1917 році пам'ятник, за ініціативою німецьких окупаційних сил, був демонтований і розібраний на частини, які згодом переплавили. Єдиним вцілілим фрагментом став один із чотирьох барельєфів, що прикрашали п'єдестал монумента. На ньому зображена сцена штурму Варшави 1831 року російською армією. На сьогоднішній день фрагмент зберігається у Музеї Війська Польського у Варшаві.
У 1922 році Польщі було повернуто пам'ятник Юзефу Понятовському, який встановили на Площі Маршала Юзефа Пілсудського у Варшаві, аж до його знищення німцями в 1944 році. На місці пам'ятника Івану Паскевичу стояв пам'ятник легіонерам. У 1965 році на історичному місці була встановлена копія пам'ятника Юзефу Понятовському.